# Разум (списание)
„Разум. Теоретично списание за политика и култура“ е българско списание, което излиза от 2002 до 2008 г. като издание на Институт „Разум“. ISSN 1312-1146.
В уводния текст издателите прокламират:
| „ | Замислихме „Разум“ като теоретично списание за политика и култура. В него ще се публикуват текстове в областта на политологията, социологията, историята, икономиката и другите сфери на социалното и хуманитарно познание. „Разум“ ще излиза 4 пъти годишно и на неговите страници ще откриете научни статии, теоретични дискусии, преводи на класически и съвременни текстове, критически рецензии. С предложените рубрики „Гост“, „Размисли“, „Българският преход“, „Теория“, „Анализи“ и „Наследство“, а и с всички останали, които спонтанно ще се родят и вие, нашите читатели, ще предложите, ние ще се опитаме да градим разумни алтернативи за българския публичен живот. | “ |

Периодичността на изданието е замислена като четири книжки годишно, но успява да бъде осъществена само през 2003 и 2004 г. Общо излизат 14 книжки.
Всяка книжка съдържа като водеща тема творчеството и личността на значима обществена или политическа личност:
- 2002, кн.1 – Маргарет Тачър
- 2002, кн.2 – Вера Мутафчиева
- 2003, кн.1 – Януш Бугайски
- 2003, кн.2 – Збигнев Бжежински
- 2003, кн.3 – Дими Паница
- 2003, кн.4 – Константин Павлов
- 2004, кн.1 – Калин Янакиев
- 2004, кн.2 – Цочо Бояджиев
- 2004, кн.3 – Питър Бъргър
- 2004, кн.4 – Александър Гауланд
- 2005, кн.1 – Владимир Жобов
- 2005, кн.2 – Георги Фотев
- 2007, кн.2 – Огнян Минчев
- 2008, кн.1-2 – Димитър Иванов

Сред авторите на списанието са Вера Мутафчиева, Филип Димитров, Пламен Цветков, Веселин Методиев, Александър Божков, Георги Каприев, Мариана Малинова, Джон Дърбишайър, Роджър Кимбъл.
Главен редактор е Светослав Малинов.